# ZoomIt
ZoomIt  es un programa para windows, que permite agrandar lo que se ve alrededor del ratón y realizar anotaciones sobre la pantalla o una presentación. Creado originalmente por la empresa Sysinternals, ahora pertenece a  Microsoft que lo distribuye mediante una licencia freeware.
Algunas de las características de este programa son:
- Todo se maneja mediante combinaciones de teclas configurables, las que se comentan a continuación son las combinaciones por defecto.[4]
- Pulsando CTRL + 1 entra en modo Ampliación x2 lo que se ve alrededor del ratón.
- Pulsando CTRL + 2 entra en modo Dibujo y podemos escribir con nuestro ratón sobre la pantalla, este modo es ideal cuando queremos explicar a otra persona la parte de la pantalla en la que nos estamos fijando para explicar algo.
- Pulsando CTRL + 5 entra en modo Grabación y podemos grabar todo lo que se ve en pantalla para por ejemplo explicar como hemos realizado alguna tarea.